# الکساندر مارتینوک
الکساندر مارتینوک (اوکراینی: Олександр Андрійович Мартинюк؛ زادهٔ ۲۵ نوامبر ۲۰۰۱) بازیکن فوتبال اهل اوکراین است.